# Tawny Newsome
Pour les articles homonymes, voir Newsome.
Tawny Newsome est une actrice, chanteuse, musiciennne et podcasteuse américaine, née le 24 février 1983 à Vacaville (Californie).
Elle est notamment connue pour ses rôles réguliers dans les séries Bajillion Dollar Propertie$ (en), The Comedy Get Down (en), Brockmire et Space Force.
Elle est également connue pour ses participations à divers podcasts comme Yo, Is This Racist? (en), The Supergroup ou Spontaneanation,.
Elle est par ailleurs la chanteuse du groupe Four Lost Souls, notamment au côté du musicien Jon Langford (en).

## Biographie
Tawny Ellain Newsome est née le 24 février 1983 à Vacaville, en Californie. Elle se forme à l'improvisation au sein de The Second City, à Chicago,.
En 2017, elle obtient un rôle récurrent dans la série mockumentaire The Comedy Get Down (en) aux côtés d'Eddie Griffin et Cedric the Entertainer
En 2018, après une apparition dans le podcast Yo, Is This Racist? (en) d'Andrew Ti, elle en devient la coprésentatrice, pour évoquer la question du racisme aux États-Unis. Elle crée et présente un autre podcast, The Supergroup, sur la création musicale. Elle intervient régulièrement dans d'autres podcasts comme Spontaneanation de Paul F. Tompkins.
En 2019, elle interprète un nouveau personnage régulier dans la troisième saison de la série Brockmire.
En 2020, elle joue l'un des rôles principaux de la série Space Force sur Netflix. La même année, elle interprète l'un des principaux personnages de la série animée Star Trek: Lower Decks.

### Vie personnelle
Tawny Newsome s'est mariée vers 2013 à Nate, dont on sait seulement qu'il ne travaille pas dans l'industrie du spectacle.

## Filmographie
Sauf indication contraire, les informations mentionnées dans cette section peuvent être confirmées par les bases de données cinématographiques IMDb et Allociné,  présentes dans la section « Liens externes ».

### Télévision
- 2016 : 2 Broke Girls (série télévisée), saison 5, épisode Et les fans de basketball : Chrissy
- 2016-2019 : Bajillion Dollar Propertie$ (en) (série télévisée) : Chelsea Leight-Leigh
- 2017 : The Comedy Get Down (en) (série télévisée - faux documentaire) : Nina
- 2017 : Nobodies (en) (série télévisée), 3 épisodes : Grace
- 2019 : Brockmire (série télévisée) : Gabby Taylor
- 2019 : Sherman's Showcase (en) (série télévisée), 4 épisodes : rôles divers
- 2020 : Space Force (série télévisée) : capitaine Angela Ali
- 2020 : The Twilight Zone : La quatrième dimension
- depuis 2020 : Star Trek: Lower Decks : Enseigne Beckett Mariner (série d'animation)
- 2023 : Star Trek: Strange New Worlds : Enseigne Beckett Mariner (saison 2, épisode 7)

### Cinéma
- 2015 : Uncle John (en) de Steven Piet : la jolie hipster
- 2016 : Einstein's God Model (en) de Philip T. Johnson : Marcel Gutierrez
- 2016 : It's All Good d'Aaron Fronk : Angela West
- 2018 : Canal Street (en) de Rhyan LaMarr :  Kai
- 2019 : Les Incognitos (Spies in Disguise) : l'employée de l'agence no 1 (film d'animation)